# Hemiscorpius egyptiensis
Espèce
Hemiscorpius egyptiensis est une espèce de scorpions de la famille des Hemiscorpiidae.

## Distribution
Cette espèce est endémique d'Égypte. Elle se rencontre en Nubie égyptienne.

## Description
Le mâle holotype mesure 23,5 mm.

## Étymologie
Son nom d'espèce, composé de egypt et du suffixe latin -ensis, « qui vit dans, qui habite », lui a été donné en référence au lieu de sa découverte, l'Égypte.

## Publication originale
- Lourenço, 2011 : More about the African species of Hemiscorpius Peters, 1861 (Scorpiones: Hemiscorpiidae), and a description of a new species from Egypt. Boletín de la Sociedad Entomológica Aragonesa, vol. 49, p. 23-26 (texte intégral).